# Joaquim de Vasconcelos

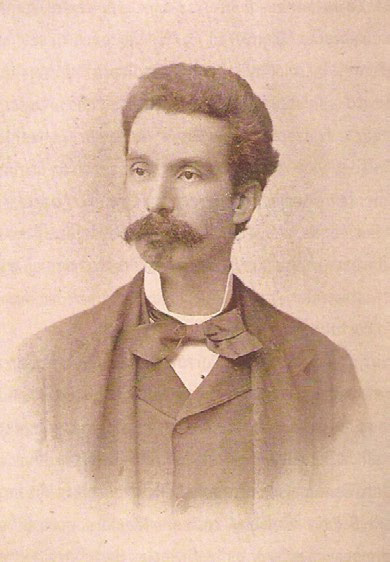
Joaquim de Vasconcelos

Joaquim de Vasconcelos, mit vollständigem Namen Joaquim António da Fonseca de Vasconcelos, (* 10. Februar 1849 in Porto; † 1. März 1936 ebenda) war ein portugiesischer Musik- und Kunstschriftsteller, Kritiker und Historiker. Vasconcelos war mit der aus Berlin stammenden Romanistin Carolina Michaëlis de Vasconcelos verheiratet.

## Leben und Werk
Vasconcelos schrieb das in seiner Kategorie als Standardwerk eingestufte zweibändige portugiesische Tonkünstlerlexikon Os músicos portuguezes (Porto 1870). Dieses Werk stellte zahlreiche irrige biografische Annahmen aus früheren Werken (Fétis und andere) richtig. Es erweiterte die Anzahl der dargestellten Künstler deutlich. Ernesto Vieira baute dieses biografische Projekt mit seinen Veröffentlichungen weiter aus. Vasconcelos verfasste weiterhin eine Monografie über Luísa Todi (Porto 1873), einen Ensaio crítico sobre o catálogo del rey D. João IV (Lissabon 1873). Darüber hinaus gab er einen Faksimile-Neudruck des darin beschriebenen Kataloges der 1755 durch das Erdbeben zerstörten Lissaboner Königlichen Bibliothek (Porto 1874–1876) heraus. Ein zugehöriger Kommentar mit Register wurde 1905 veröffentlicht.

## Werke von Joaquim de Vasconcelos
- Os musicos portuguezes, 1870
- Ensaio critico sobre o catalogo d’El Rey D. João IV, 1873
- Luiza Todi: estudo critico, 1873
- O consummado germanista e o mercado das letras portuguezas, 1873
- O fausto de Castilho julgado pelo elogio-mútuo, 1873
- Eurico, 1874
- Conde de Rcazynski (Athanasivs): esbozo biográfico, 1875
- Albrecht Dürer e a sua influencia na peninsula, 1877
- A reforma de Bellas-Artes, 1877
- Cartas curiosas escritas de Roma e de Viena, 1878
- A reforma do ensino de Belas-Artes, 1879
- Francisco de Hollanda: Da fabrica que fallece á cidade de Lisboa, 1879
- Goësiana: o retrato de Albrecht Dürer, 1879
- Goësiana: bibliographia, 1879
- Goësiana: as variantes das chronicas, 1881
- Cartas, 1881
- Arte religiosa em Portugal, 1914
- Elementos para a historia da ourivesaria portuguesa e artes dos metaes en geral, 1904
- Elencho de quatro conferencias sobre Historia da Arte Nacional: estilo romanico archaico: o romanico dos séculos XI e XII, 1908
- A ourivesaria portuguesa séc. XIV–XVI: ensaio histórico
- O retrato de Damião de Góis por Alberto Dürer
- Camões em Alemanha: ensayo crítico en memoria del tercer centenario, 1880
- A pintura portugueza nos seculos XV e XVI, 1881
- Historia da arte em Portugal, 1883